# Гулье
Гулье́ (фр. Goulier) — коммуна во Франции, находится в регионе Юг — Пиренеи. Департамент коммуны — Арьеж. Входит в состав кантона Викдессо. Округ коммуны — Фуа.
Код INSEE коммуны — 09135.

## Население
Население коммуны на 2008 год составляло 47 человек.
| 1962 | 1968 | 1975 | 1982 | 1990 | 1999 | 2008 |
| ---- | ---- | ---- | ---- | ---- | ---- | ---- |
| 61   | 36   | 47   | 61   | 44   | 38   | 47   |

## Экономика
В 2007 году среди 30 человек в трудоспособном возрасте (15—64 лет) 18 были экономически активными, 12 — неактивными (показатель активности — 60,0 %, в 1999 году было 61,5 %). Из 18 активных работали 16 человек (9 мужчин и 7 женщин), безработных было 2 (2 мужчины и 0 женщин). Среди 12 неактивных 2 человека были учениками или студентами, 7 — пенсионерами, 3 были неактивными по другим причинам.

## Достопримечательности
- Крест Массо.
- Церковь.
- Мельница XVIII века на берегу реки.
- Trou du Sauzeton — одна из крупнейших пещер в мире, вырытая в сланцах.